# ایستگاه فضایی بین‌المللی (فیلم)
ایستگاه فضایی بین‌المللی یا آی.اس.اس (به انگلیسی: I.S.S.) یک فیلم علمی تخیلی و دلهره‌آور آمریکایی محصول سال ۲۰۲۳ به کارگردانی گابریلا کاپرتویت و نویسندگی نیک شفیر است. آریانا دبوز، کریس مسینا، جان گلگر، جونیور، ماریا ماشکوا، کوستا رونین و پیلو اسبک در این فیلم به ایفای نقش می‌پردازند.
نخستین نمایش جهانی این فیلم در جشنواره فیلم ترایبکا در ۱۲ ژوئن ۲۰۲۳ بود و در ۱۹ ژانویهٔ ۲۰۲۴ در ایالات متحده اکران شد.

## خلاصه داستان
تنش‌ها با شروع یک درگیری جهانی در زمین شعله‌ور می‌شود. فضانوردان که از این موضوع متزلزل شده‌اند، از زمین دستور دریافت می‌کنند: با هر وسیله‌ای که لازم است، ایستگاه فضایی بین‌المللی را کنترل کنید.

## بازیگران
- آریانا دبوز
- کریس مسینا
- جان گلگر، جونیور
- ماریا ماشکوا
- کوستا رونین
- پیلو اسبک

## تولید
فیلمبرداری در استودیو اسکرین گیمز در ویلمینگتن، کارولینای شمالی، در فوریه ۲۰۲۱ آغاز شد.

## بازخورد
در وبگاه جمع‌آوری نقد راتن تومیتوز، ٪۶۶ از ۵۹ بررسی منتقدان مثبت است و میانگینِ امتیاز آن ۶٫۲/۱۰ است. اجماع این وبگاه چنین می‌نویسد: «آی.اس.اس که با گروه بازیگران دلچسبی عالی شده‌است، هیجان‌های مؤثر و البته مأنوس را از درام شخصیت‌محور در محیطی تنگناهراسانه به‌دست می‌آورد.» این فیلم در متاکریتیک که از میانگین وزنی استفاده می‌کند، بر اساس نظر ۲۰ منتقدین امتیاز ۵۴ از ۱۰۰ را کسب کرده که نشان‌گر «نقدهای مختلط یا متوسط» است.